# Wenshang
Wenshang (chinesisch 汶上县, Pinyin Wénshàng Xiàn) ist ein Kreis in der ostchinesischen Provinz Shandong. Er gehört zum Verwaltungsgebiet der bezirksfreien Stadt Jining. Wenshang hat eine Fläche von 889,1 km² und zählt 684.617 Einwohner (Stand: Zensus 2010). Sein Hauptort ist die Großgemeinde Wenshang (汶上镇).
Die Jiabai-Stätte (chinesisch 贾柏遗址, Pinyin Jiabai yizhi, englisch Jiabai site) steht seit 2006 auf der Liste der Denkmäler der Volksrepublik China (6-107).